# Gheorghe Mihoc
Gheorghe Mihoc (n. 7 iulie 1906, Brăila – d. 25 decembrie 1981, București) a fost un matematician și statistician român, membru titular al Academiei Române. Împreună cu Octav Onicescu a pus bazele Școlii matematice românești de teoria probabilităților și statistică matematică.

## Cariera academică
În 1908, familia Mihoc s-a mutat la București. Aici, Gheorghe Mihoc a urmat școala elementară și liceul „Gheorghe Șincai”. Studiile superioare le-a început la Universitatea din București, la Facultatea de Științe. În 1928 s-a licențiat în matematică, după care a plecat în străinătate să-și perfecționeze studiile, la Universitatea din Roma, unde marele statistician Corrado Gini înființase noua Facultate de Statistică. A obținut titlul de doctor în științe statistice și actuariale în iulie 1930, sub îndrumarea statisticianului italian Guido Castelnuovo. Întors în țară, i s-a oferit un post de profesor la Școala de Statistică, actuariat și calcul din București, școală înființată în același an și condusă de Octav Onicescu. Mihoc preda aici cursuri în matematică actuarială din 1930 până în 1948.
Pe 28 aprilie 1934, el și-a obținut titlul de Doctor în matematică de la Universitatea din București, cu teza Asupra proprietăților generale ale variabilelor statistice independente. Din comisia de doctorat au făcut parte Dimitrie Pompeiu, președinte, Anton Davidoglu și Octav Onicescu.
Începând din 1937, Mihoc a devenit asistentul lui Octav Onicescu, mai întâi în mecanică, apoi în algebră și teoria probabilităților. Între 1942 și 1946 era conferențiar de matematici generale la Facultatea de fizică-chimie. În 1946 a fost numit profesor de matematică financiară la Academia comercială din București (1946-1949). În 1948, după reforma educației, a fost numit șef de catedră al departamentului de calculul probabilităților și statistică matematică (1948-1973).

## Funcții și distincții
Activitatea profesională a lui Gheorghe Mihoc a început cu funcția de statistician la Institutul Central de Statistică, angajat la 15 aprilie 1929. A ocupat diverse funcții, pentru ca în 1948 să fie numit director general al Institutului Central de Statistică, funcție pe care a ocupat-o până în 1951. Între 1951 - 1960 a fost decan al Facultății de matematică-fizică. A fost prorector pentru 3 ani, după care, în 1963, a ajuns rector al Universității din București. A deținut această funcție până în 1968. În 1963, Gheorghe Mihoc a fost decorat cu Ordinul Muncii.
Din 1955 a fost membru corespondent al Academiei Române și a devenit membru titular în 1963.
A fost membru corespondent al Academiei de Științe din România începând cu 20 decembrie 1938.
A fost director al Centrului de statistică al Academiei între 1964-1975. I s-a conferit titlul de Profesor emerit în 1964 și de Om de știință emerit al Republicii Socialiste România în iunie 1969 „în semn de prețuire a personalului didactic pentru activitatea meritorie în domeniul instruirii și educării elevilor și studenților și a contribuției aduse la dezvoltarea învățămîntului și culturii din patria noastră”. Laureat al Premiului de Stat în 1962. Președinte al Academiei Române din 1980 până la moartea sa un an mai târziu.

## Distincții
- Medalia Muncii (14 septembrie 1953)[8]
- Ordinul Muncii clasa a II-a (30 decembrie 1957) „cu ocazia celei de a zecea aniversări a proclamării Republicii Populare Romîne și pentru merite deosebite în îndeplinirea sarcinilor date de Partidul Muncitoresc Romîn, pentru merite deosebite pe tărîmul construcției de stat, economice, sociale, culturale și obștești”[9]
- Ordinul Muncii clasa a II-a (12 august 1959) „pentru merite deosebite în opera de construire a socialismului”[10]
- Medalia „40 de ani de la înființarea Partidului Comunist din Romînia” (6 mai 1961) „pentru merite în activitatea de partid și întărirea regimului democrat-popular”[11]
- Ordinul „23 August” clasa a III-a (10 august 1964) „pentru merite deosebite în opera de construire a socialismului, cu prilejul celei de a XX-a aniversări a eliberării patriei”[12]
- titlul de „Profesor Emerit al Republicii Populare Romîne” (13 octombrie 1964) „cu prilejul aniversarii a 100 de ani de la înființarea Universității din București, pentru activitate îndelungată, contribuție în dezvoltarea științei și merite deosebite în dezvoltarea învățămîntului superior”[13]
- Ordinul „Tudor Vladimirescu” clasa a III-a (30 aprilie 1966) „cu prilejul celei de-a 45-a aniversări de la înființarea Partidului Partidului Comunist din România, pentru merite deosebite în opera de construire a socialismului”[14]
- Ordinul „Meritul Științific” clasa I (26 septembrie 1966) „pentru merite deosebite în activitatea științifică, cu prilejul Centenarului Academiei Republicii Socialiste România”[15]
- titlul de Om de știință emerit al Republicii Socialiste România (26 iunie 1969) „în semn de prețuire a personalului didactic pentru activitatea meritorie în domeniul instruirii și educării elevilor și studenților și a contribuției aduse la dezvoltarea învățămîntului și culturii din patria noastră”[16]
- Ordinul „Steaua Republicii Socialiste România” clasa a II-a (20 aprilie 1971) „pentru merite deosebite în opera de construire a socialismului, cu prilejul aniversării a 50 de ani de la constituirea Partidului Comunist Român”[17]
- Ordinul „Tudor Vladimirescu” clasa I (7 mai 1981) „pentru rezultatele obținute în îndeplinirea cincinalului 1976–1980, pentru contribuția deosebită adusă la înfăptuirea politicii Partidului Comunist Român de făurire a societății socialiste multilateral dezvoltate în patria noastră, cu prilejul aniversării a 60 de ani de la făurirea Partidului Comunist Român”[18]

## Lucrări
- Curs de matematici actuariale, 1932
- La dépandance statistique. Chaînes et familles de chaînes discontinues, 1937 (în colaborare)
- Calculul probabilităților, 1939 (în colaborare)
- Tratat de matematici actuariale, 1943
- Les chaînes des variables aléatoires. Problemès asymptotiques, 1943 (în colaborare)
- Elemente de calculul probabilităților, 1954
- Calculul probabilităților și aplicații, 1956 (în colaborare)
- Curs de matematici pentru statisticieni și economiști, 1956 (în colaborare)
- Lecții de statistică matematică, 1957 (în colaborare)
- Teoria matematică în operațiile financiare, 1960 (în colaborare)
- Matematici aplicate în statistică, 1963 (în colaborare)
- Bazele matematice ale programării liniare, 1964 (în colaborare)
- Statistică matematică, 1966 (în colaborare)
- Matematici pentru economiști, 1966-1971 (în colaborare, 3 volume)
- teoria probabilităților și statistică matematică, 1970 (în colaborare)
- Modele matematice ale așteptării, 1974 (în colaborare cu George Ciucu)
- Bazele matematice ale teoriei fiabilității, 1975 (în colaborare)
- Tratat de statistică matematică 1976 - 1979 (în colaborare - 3 volume)